# Закон України «Про цифровий контент та цифрові послуги»
Закон України «Про цифровий контент та цифрові послуги» — Закон, який визначає цивільноправові засади щодо надання цифрового контенту та/або цифрової послуги на підставі договору та захисту прав споживачів у цій сфері.

## Зміст
- Розділ I. Загальні положення
- Розділ II. Правові наслідки порушення договору про надання цифрового контенту та/або цифрової послуги
- Розділ III. Особливості припинення громадських об'єднань
- Розділ IV. Прикінцеві положення

## Опис
Закон регулює цивільні правовідносини між виконавцем та споживачем щодо надання цифрового контенту і цифрових послуг. Він визначає, що надання цифрового контенту та/або цифрової послуги відбувається шляхом укладання договору, який може бути як оплатним, так і безоплатним, а також в обмін на персональні дані.
Новацією Закону є введення об'єктивних та суб'єктивних критеріїв якості цифрового контенту і послуг. Невідповідність цим критеріям надає право споживачеві або вимагати іншого контенту, або зменшити ціну в 14-денний строк, або відмовитися від договору.
Закон посилює захист прав споживачів цифрового контенту і послуг, покладаючи цей обов'язок на Держспоживслужбу.